# 柯旻豪
柯旻豪（1992年12月27日—）為前臺灣男子籃球運動員，場上位置為後衛，出身高雄，畢業於梓官國中、高苑工商和義守大學，2015年9月在超級籃球聯賽新人選秀會第一輪第四順位被新北裕隆納智捷相中，2018年以三年約加盟金門酒廠，2021年回歸老東家裕隆。第20季SBL柯旻豪繳出場均10.4分、3.9籃板、5.4助攻的成績以及率領裕隆拿下例行賽第一名，獲選該賽季年度MVP頭銜。2023年11月17日，柯旻豪因吳季穎涉嫌臺灣職籃假球案遭臺灣士林地方檢察署檢察官約談，複訊後依賭博、詐欺、運彩條例等罪嫌被聲押禁見；士林地方法院法官訊問後，裁定羈押禁見。裕隆納智捷表示經檢察官諭令聲押或交保之球員會依約終止契約。中華民國籃球協會召開紀律委員會，依據「中華民國籃球協會職業聯盟、球隊暨球員、職員、經紀人與經紀公司懲處辦法」決議註銷柯旻豪的球員註冊。2024年2月2日，士林地檢署檢察官偵查終結，依違反運動彩券發行條例、刑法加重詐欺、賭博等罪起訴柯旻豪等15人，士林地方法院法官認為他有勾串與滅證事實，裁定續押禁見3個月。2024年4月17日、2024年6月18日，法官認為依卷內事證堪認柯旻豪犯罪嫌疑重大，部分案情供述與其他被告有異，且有勾串證之虞，裁定延長羈押2個月，並禁止接見通信。2024年7月10日，合議庭法官認柯旻豪雖犯嫌重大，有事實足認有勾串共犯或證人之虞，羈押原因雖仍存在，然主要證人已詰問完畢，被告及其辯護人也無相關證據請求調查，無羈押必要，考量柯所涉刑責，及其身分、地位、經濟能力等因素，准以新台幣50萬元具保停押，並限制住居、出境、出海。

## 外部連結
- 柯旻豪在fiba.basketball（英语）
- 柯旻豪在Eurobasket.com（球員）（英语）